# Caccia al ladro d'autore
Caccia al ladro d'autore è una serie televisiva poliziesca prodotta in Italia nel 1985, diretta da Sergio Martino (3 episodi), Tonino Valerii (3 episodi) e Duccio Tessari (1 episodio). Il protagonista dello sceneggiato è Giuliano Gemma, nel ruolo del capitano dei carabinieri Maffei. 

## Trama
Lo sceneggiato si sviluppa tramite le azioni del capo di una squadra investigativa, specializzata nelle indagini sui furti d'arte.

## Episodi
| Nº | Titolo                    | Prima TV Italia  |
| -- | ------------------------- | ---------------- |
| 1  | La foresta che vola       | 20 novembre 1985 |
| 2  | Il ratto di Proserpina    | 27 novembre 1985 |
| 3  | Un galeone pieno di suoni | 4 dicembre 1985  |
| 4  | La statua di Fidia        | 11 dicembre 1985 |
| 5  | Addio Raffaello           | 18 dicembre 1985 |
| 6  | Il calice di Murano       | 8 gennaio 1986   |
| 7  | Cartografia sacra         | 15 gennaio 1986  |